# Агджакенд (Кельбаджарский район)
Агджакенд (азерб. Ağcakənd) — село в Кельбаджарском районе Азербайджана.

## География
Село расположено на реке Карасу, к юго-востоку от города Кельбаджар.

## Население
По данным «Кавказского календаря» 1912 года в селе Агджакенд Джеванширского уезда Елисаветпольской губернии жило 159 азербайджанцев, указанных «татарами».

## История
В ходе Карабахской войны перешло под контроль непризнанной Нагорно-Карабахской Республики, под контролем которой село находилось с начала 1990-х годов до ноября 2020 года и входило в Шаумяновский район (НКР).
25 ноября 2020 года на основании трёхстороннего соглашения между Азербайджаном, Арменией и Россией от 10 ноября 2020 года Кельбаджарский район возвращён под контроль Азербайджана.